# Manduessedum
Manduessedum (auch: Manduesedum) war eine römische befestigte Siedlung und später eine kleine Stadt in der römischen Provinz Britannia. Das Kastell wurde etwa 50 bis 60 nach Chr. an der Römerstraße Watling Street gegründet. Die römische Stadt war ein Zentrum der Töpferindustrie. Der Ort wurde durch archäologische Funde als das heutige Mancetter (Warwickshire) in England identifiziert. Etwa 30 Töpferöfen aus römischer Zeit wurden in der Umgebung von Mancetter gefunden.
Der Ortsname Manduessedum ist aus  zwei keltischen Wörtern gebildet worden, mandu und essedum, die zusammen Pferdewagen bedeuten.  
Es wird angenommen, dass die entscheidende Schlacht an der Watling Street zwischen den Römern und den britischen Aufständischen unter der icenischen Königin und Heerführerin Boudicca hier in der Nähe stattgefunden hat. Die Briten wurden vom römischen General Gaius Suetonius Paulinus geschlagen.
Das moderne Mancetter wurde nahe bei Manduessedum gegründet.